# Hermann Geisen
Hermann Geisen (* 25. September 1899 in Höhr-Grenzhausen; † 21. April 1943 in Berlin-Plötzensee) war ein deutscher kommunistischer Widerstandskämpfer gegen das Naziregime, Kämpfer der Internationalen Brigaden in Spanien.

## Leben
Geisen wurde in einer Arbeiterfamilie geboren. Nach dem Besuch der Volksschule erlernte er den Beruf des Keramikers. Nach dem Ausbruch des Ersten Weltkriegs wurde er zum Heeresdienst eingezogen und mit dem Eisernen Kreuz II. Klasse ausgezeichnet. Nach Beendigung des Krieges wurde er Mitglied in einem Freikorps und bei der Sicherheitspolizei. Zu Beginn der 1920er Jahre kehrte er in den Westerwald zurück, arbeitete als Keramiker und wurde Betriebsobmann des sozialdemokratischen Fabrikarbeiterverbandes. Nach Vertiefung seiner politischen Ansichten trat er 1929 in die Kommunistische Partei Deutschlands (KPD) ein. In kurzer Zeit wurde er politischer Leiter und führte die Ortsgliederung der Partei in Grenzhausen an.
Nach der Machtübertragung an die NSDAP 1933 wurde er mehrfach für einige Wochen in „Schutzhaft“ genommen. Als er wieder frei kam, floh er in das unter Völkerbundsmandat stehende Saargebiet, wo er in den Grenzstellen der KPD an der Saar und in Belgien arbeitete. Seine Frau Emma und sein Sohn folgten ihm ins Saargebiet nach. Zuvor war auch seine Frau bereits wegen „Verächtlichmachung der Reichsregierung“ zu acht Monaten Gefängnis verurteilt worden. Im Jahr 1934 floh Geisen mit seiner Familie nach Frankreich. In Paris schloss er sich einer Emigrantengruppe der KPD an. Er wurde von der „Roten Hilfe“ unterstützt.
Im August 1936 ging er nach Spanien, schloss sich den Kämpfern gegen die Franco-Diktatur an und wurde im Oktober Kommandeur der „Centuria Thälmann“, die in die Interbrigaden eingegliedert wurde. Durch eine schwere Verwundung Ende Oktober 1936 musste er ein Auge einbüßen. Nach seiner Gesundung arbeitete er zunächst in Barcelona in einem Auslandsbüro und in einem Geheimdienst der sozialistischen Bewegung, wo er gegen Gegner des Kommunismus unter in Barcelona ansässigen Deutschen vorging. Von Juli 1937 an leitete Hermann Geisen Verpflegungsausgabestellen an verschiedenen Orten in Spanien.
Im September 1938 kehrte er nach Paris zurück, wo er in einer Beratungsstelle für kommunistische Spanienkämpfer arbeitete. Im März 1939 ging er nach Brüssel, wo er als Versorgungsmann der Roten Hilfe tätig wurde. Ebenfalls im März 1939 wurde er vom Deutschen Reich ausgebürgert. Nach dem deutschen Überfall auf Belgien wurde er am 10. Mai 1940 von belgischer Polizei festgenommen und nach Frankreich in das Internierungslager St. Cyprien abgeschoben, wo er zusammen mit anderen KPD-Mitgliedern der Lagerleitung angehörte. Im September 1940 gelang ihm die Flucht, nach der er sich in Toulouse der Leitungsgruppe der KPD in Frankreich anschloss und dort an der Vorbereitung der Travail allemand mitarbeitete.
Im November 1940 kehrte Geisen nach Belgien zurück, wo er als Verbindungsmann zwischen verschiedenen KPD-Gruppen in Brüssel und Antwerpen arbeitete. Nach dem Überfall auf die Sowjetunion im Juni 1941 brachte er Klebezettel für Soldaten an Transportwaggons an, mit denen sie aufgerufen wurden, nicht in diesen Krieg zu ziehen, sondern sich für den Sozialismus einzusetzen. Im August 1941 wurde er in Belgien festgenommen. Im Juni 1942 wurde er mit weiteren Verhafteten zur Untersuchungshaft nach Aachen gebracht. Im November 1942 wurde er vor dem Volksgerichtshof angeklagt. Zusammen mit einem SPD-Genossen wurde er im Januar 1943 zum Tode verurteilt. Am 21. April 1943 – am Geburtstag seiner Frau – wurde er in Plötzensee mit dem Fallbeil hingerichtet.
Geisen war verheiratet mit Emma geb. Soldat (1900–1966) und hatte mit ihr einen Sohn Kurt.

## Erinnerung
- In Höhr-Grenzhausen ist eine Straße nach Hermann Geisen benannt.